# Rymdfysik

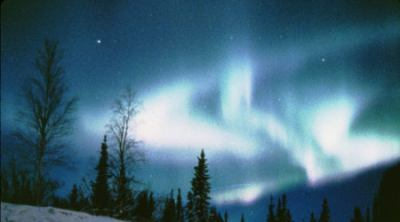
Norrskenet är ett fenomen som förknippas med rymdfysik.

Rymdfysiken omfattar studiet av naturliga plasman i universum, framförallt inom vårt solsystem. De områden i solsystemet som oftast behandlas av rymdfysiker är solvinden samt planeternas magnetosfärer och jonosfärer. Det synliga fenomen som mest förknippas med rymdfysik är norrskenet. Kännetecknande för rymdfysik är mätningar på plats (in situ) i rymden med hjälp av satelliter, rymdsonder och sondraketer. Även markbaserade mätningar, främst i radiovågsområdet eller med magnetometrar, är viktiga verktyg.

## Relation till andra vetenskapsgrenar
Astronomi/astrofysik och rymdfysik har uppenbara beröringspunkter, kanske framförallt vad gäller solfysik och planetologi, och någon strikt uppdelning är inte möjlig. Eftersom rymdfysikens främsta studieobjekt är plasmat i rymden är plasmafysik väsentligt för ämnet. Rymdfysiker speciellt inriktade mot rymdplasmats fundamentala egenskaper kallar sig ibland rymdplasmafysiker. Relationen till geofysik är också viktig, framförallt vad gäller jordens magnetfält och atmosfär. Möjligheten att använda rymden som laboratorium gör att rymdfysiken också är öppen mot många andra grenar av fysiken.

## Solsystemets rymdfysik i ett nötskal

### Solvinden
Solsystemets rymdfysik domineras av solvinden, ett ständigt plasmautflöde från solen. Solvindens yttersta drivkraft kan sägas vara den stora tryckskillnaden mellan koronan och rymden utanför solsystemet. Solvinden blåser normalt med en vindhastighet av 300-500 km/s men är mycket tunn: runt fem partiklar (mest elektroner och protoner) per cm{\displaystyle ^{3}} är normalt.

### Magnetosfärer och jonosfärer
Solvinden blåser genom hela solsystemet men böjs av när den kommer nära planeter med ett inre magnetfält, dvs Merkurius, jorden och de fyra jätteplaneterna. Runt planeten bildas då en sorts bubbla som solvinden inte når in i, en magnetosfär. Eftersom solvinden blåser med en hastighet som är både supersonisk, alltså snabbare än ljudhastigheten i plasmat, och super-Alfvénisk, vilket betyder att vindhastigheten också är snabbare än den andra relevanta signalhastigheten i plasmat, den för Alfvénvågor, så bildas en bogchock framför magnetosfären.

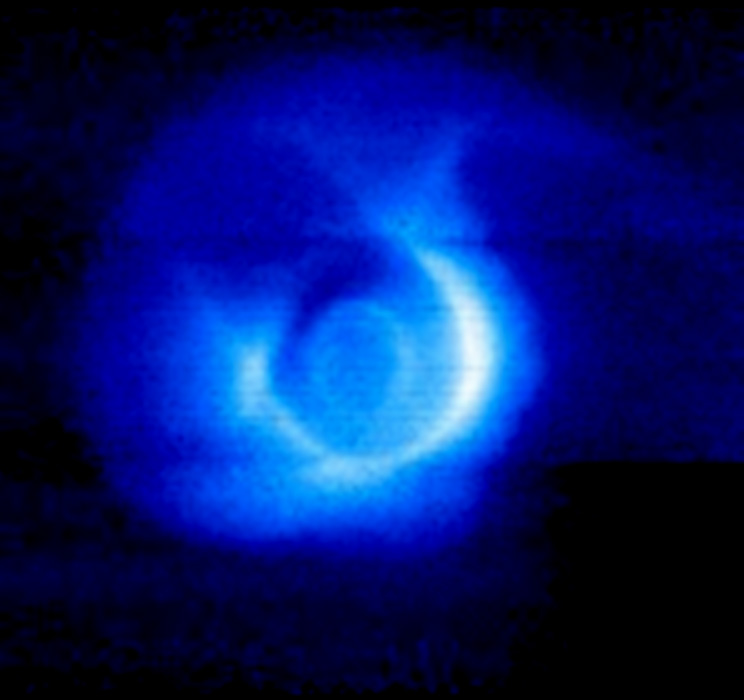
Jordens plasmasfär som den kan ses i UV-ljus, från NASA:s rymdfarkost IMAGE.

I idealfallet når solvinden alltså inte in i en magnetosfär, vars plasma därför borde ha lägre täthet än solvinden. Med undantag av Merkurius har dock alla planeter i solsystemet som har en magnetosfär också en atmosfär, vars översta lager joniseras av solens UV-strålning och bildar ett plasmalager som kallas jonosfären, Utflöden från jonosfären förser magnetosfären med plasma, så att den inte är så tom som kunde förväntas. I en del områden flödar plasmat iväg mer eller mindre fritt, vilket ger mycket låg täthet i till exempel magnetosvansen. I andra områden fångas det utflödande jonosfärplasmat in av planetens magnetfält, och då blir plasmats täthet mycket större. Ett sådant område kallas en plasmasfär, och den kan i vissa fall (exempelvis Jupiter) bli så stor att den fyller nästan hela magnetosfären, medan den i andra fall (exempelvis jorden) fyller bara en liten bråkdel av magnetosfärens volym.
En del solvindsplasma läcker ändå in i magnetosfären, bland annat genom en process som kallas rekonnektion då magnetfälten i solvinden och magnetosfären samverkar. Viktigare är att också energi läcker in, och detta energiflöde driver stora system av elektriska strömmar i en magnetosfär. Dessa strömmar är ytterst ansvariga för norrskenet. Energi kan också lagras upp som magnetisk energi i magnetosvansen, tills denna blir instabil av all upplagrad energi. Då frigörs den magnetiska energin i en geomagnetisk substorm, med bland annat grandiosa norrsken som vanlig följd.

### Himlakroppar utan magnetfält

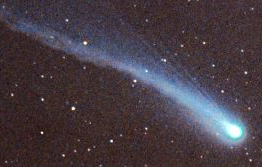
Komet Ikeya-Zhang uppvisar här en ljusstark koma och en utdragen svans (mars 2002).

Planeter utan eget magnetfält har ingen magnetosfär, men har planeten ändå en atmosfär och därigenom också en jonosfär, som Venus och Mars, bildas ändå en liknande omgivning, med bland annat en bogchock som stoppar solvindsflödet innan det når planetens jonosfär. En himlakropp utan vare sig magnetfält eller atmosfär, som vår måne, är däremot direkt utsatt för solvinden. När månen är ute i solvinden (vilket den oftast är, även om den en stor del av tiden är inne i jordens magnetosfär) bildas ett nästan tomt område bakom den, dit solvinden inte når, Asteroider är också direkt utsatta för solvindens påverkan, och så är även kometer när de är så långt ut i solsystemet att de inte har någon välutbildad koma eller svans. När kometer kommer längre in i solsystemet och släpper ut allt mer gas på grund av solvärmen så joniseras en del av denna gas och bildar en sorts jonosfär som dock inte är bunden av kometens svaga tyngdkraft utan fortsätter att expandera och bildar kometens koma. Framför (och delvis i) koman bildas återigen en bogchock. Kometer uppvisar vanligen två (ibland tre) svansar, varav en (vitgulaktig) består stoft och gas medan den andra (oftast svagare, mer blåtonad, och mer "hårlikt" strukturerad) består av plasma.

### Heliopausen
Långt ut i solsystemet, mer än 100 astronomiska enheter bort, möter solvinden plasmat mellan stjärnorna, det så kallade interstellära mediet. Här ligger heliopausen, solsystemets yttersta gräns, flankerad av chockvågor på båda sidor.

## Svensk forskning inom rymdfysik
Den största svenska forskningsenheten inom rymdfysik är Institutet för rymdfysik (IRF) med huvudkontor i Kiruna, en större forskningsavdelning i Uppsala och en mindre i Lund. Forskning i rymdfysik bedrivs även vid Kungliga Tekniska högskolan (KTH) i Stockholm och vid Umeå universitet. Forskarutbildning sker vid KTH samt (i samarbete med IRF) vid Uppsala, Umeå och Lunds universitet.
Sveriges nordliga läge ger naturliga förutsättningar för markbaserade norrskensstudier. Detta kan ses som ursprunget till Sveriges starka forskningstradition inom ämnet. Anders Celsius (1701–1744), som var astronomiprofessor i Uppsala, upptäckte att norrskenet påverkar en magnetnål, och markbaserade magnetometrar är fortfarande viktiga instrument för rymdfysiken. Ett sekel senare blev Anders Ångström (1814–1874), som var fysikprofessor i Uppsala, pionjär för spektrometriska studier av norrskenet i det optiska området. Radiometoder är också mycket användbara, vilket idag bäst representeras av radaranläggningen EISCAT med antenner i Kiruna, Tromsø och Sodankylä samt på Svalbard.

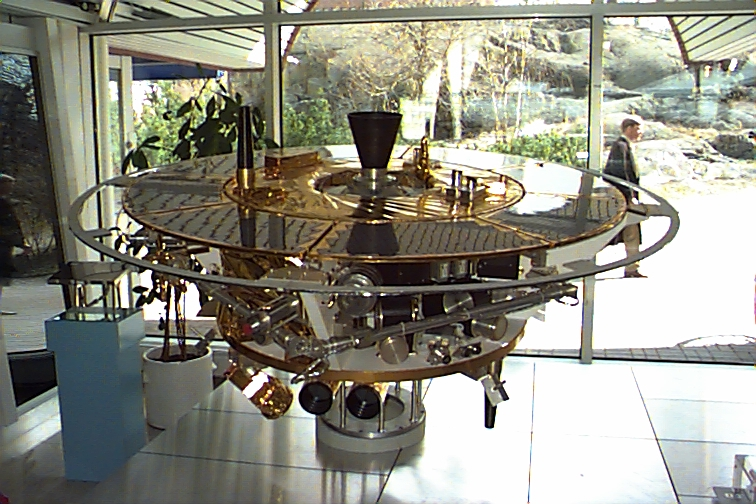
Den svenska rymdfysiksatelliten Freja var i drift 1992–1996.

Det är dock byggandet av och analyserandet av mätningar från instrument i rymden som numera sysselsätter större delen av landets rymdfysiker. Denna utveckling började under 1960- och 1970-talen med användning sondraketer, främst för norrskensforskning. Sveriges första mätinstrument på en satellit byggdes av Kiruna Geofysiska Institut (numera Institutet för rymdfysik) och flögs på den europeiska rymdorganisationens (ESRO, numera ESA) första satellit, ESRO-1, år 1968. De två första svenska forskningssatelliterna, Viking (1986–1987) och Freja (1992–1995), var viktiga steg i den vidare utvecklingen, och möjliggjorde de svenska forskarnas senare deltagande i större internationella rymdprojekt. År 1989 nådde Sverige fram till en annan planet genom IRF:s instrument på de ryska Marssonderna Phobos-1 och Phobos-2. Numera bygger de tre forskargrupperna i Kiruna, Uppsala och Stockholm instrument som flygs på svenska och internationella rymdfarkoster runt jorden och till andra planeter, till exempel Cassini (runt Saturnus), Cluster (runt jorden), Mars Express, Venus Express, Chandrayaan-1, Rosetta, som den 6 augusti 2014 nådde fram till kometen 67P/Churyumov–Gerasimenko), samt MMS (runt jorden).
Hannes Alfvén (1908–1995),  som doktorerade vid Uppsala universitet och var verksam vid KTH under större delen av sin karriär, tilldelades 1970 Nobelpriset i fysik för sina  ”grundläggande insatser och upptäckter inom magnetohydrodynamiken med fruktbärande tillämpningar inom olika områden av plasmafysiken”.